# Acromantis formosana
Acromantis formosana är en bönsyrseart som beskrevs av Tokuichi Shiraki 1911. Acromantis formosana ingår i släktet Acromantis och familjen Hymenopodidae. Inga underarter finns listade i Catalogue of Life.